# Sandvikens IF Fotboll

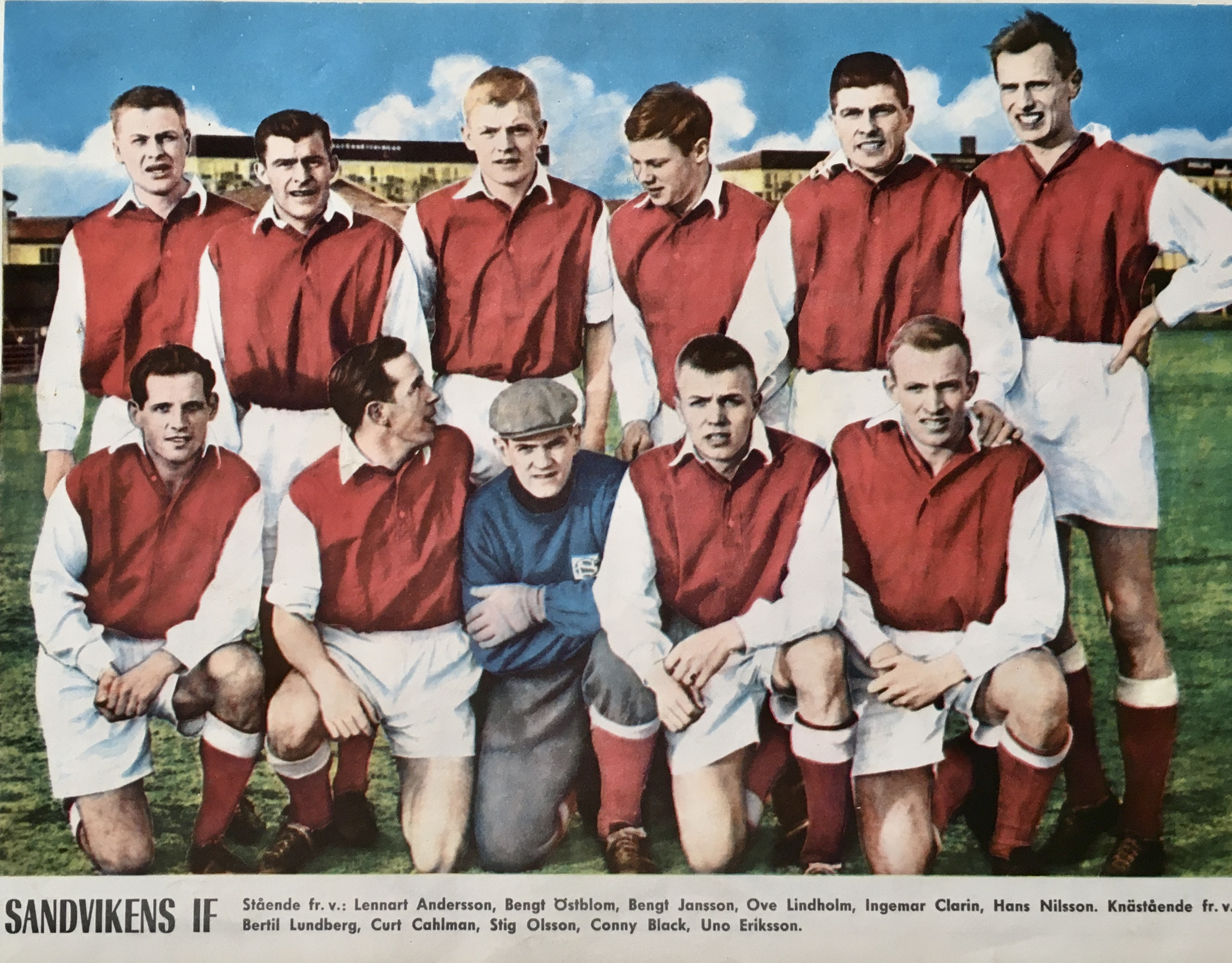
Sandvikens IF:s allsvenska lag 1960, stående från vänster: Lennart Andersson, Bengt Östblom, Bengt Jansson, Ove Lindholm, Ingemar Clarin, Hans Nilsson: knästående: Bertil Lundberg, Curt Cahlman, Stig Olsson, Conny Black och Uno Eriksson.

Sandvikens IF Fotboll är fotbollssektionen i den svenska idrottsföreningen Sandvikens IF (SIF) i Sandviken.
Sandvikens IF har spelat 21 säsonger i Allsvenskan. Det är därmed den klubb i Norrland som har flest säsonger i Sveriges högsta serie i fotboll för herrar (med observation för att lag norr om Gästrikland tilläts tävla i Sveriges två högsta divisioner först år 1953). Första säsongen i högsta serien var 1929/1930 och senaste säsongen var 1961. Som smeknamn kallas Sandvikens IF "Rödvästarna" eller "Stålmännen". Sandvikens IF ligger på 19:e plats i den allsvenska maratontabellen och på 18:e plats i maratontabellen för den näst högsta serien. 
Klubben spelar (2024) i Superettan.  Laget tränas 2024 av Eldar Abdulic.
Publikrekordet är 20 288 åskådare i seriefinalen mot IFK Norrköping 1957.
Under de första åren i Allsvenskan var spelardräkten märkligt nog identisk med ärkerivalen Sandviken AIK:s vita tröjor och svarta byxor, innan man valde den så kallade "Arsenaltröjan", röd tröja med vita ärmar, vilken gav upphov till smeknamnet Rödvästarna.

## Arena
Se även:  Arena Jernvallen
Arena Jernvallen byggdes färdigt 1939 och var hemmaplan för Sandvikens IF fram till året 1991 då den byggdes om till bandyarena. Jernvallen hade då en kapacitet på 20 000 platser. Publikrekordet på arenan är 20 288 åskådare vilket kom i den allsvenska matchen mot IFK Norrköping 1957 som slutade 2-2.
"Nya Jernvallen" skulle stå färdig 1993 och agerar numera hemmaplan för Sandvikens IF. Sedan 2003 är denna plan belagd med konstgräs och publikkapaciteten för sittplatser är 700 personer. Publikrekordet för "Nya Jernvallen" är 2 859 åskådare och kom i matchen mellan Sandvikens IF - AIK som spelades i svenska cupen 2013. Matchen vanns av SIF med 3-2.
Under säsongerna 2018-2021 har Sandviken också spelat serie- och cupmatcher på den gamla VM-arenan. Vid fotbollsmatcher har denna idag en kapacitet på strax över 5 000 personer.

## Spelare

### Spelartruppen
| Nummer      | Land      | Spelare             | Födelsedatum      | Senaste klubb   | Moderklubb        |
| Målvakter   | Målvakter | Målvakter           | Målvakter         | Målvakter       | Målvakter         |
| ----------- | --------- | ------------------- | ----------------- | --------------- | ----------------- |
| 1           | Sverige   | Hannes Sveijer      | 28 april 2002     | IK Sirius       | Vaksala SK        |
| 30          | Sverige   | Otto Lindell        | 16 mars 2002      | IFK Norrköping  | IFK Norrköping    |
| 71          | Sverige   | Mahmoud Kiki        | 15 januari 2007   | Sandvikens IF U | Sandvikens IF     |
| Försvarare  |           |                     |                   |                 |                   |
| 2           | Sverige   | Gustav Thörn        | 11 mars 1997      | IK Sirius       | Skuttunge SK      |
| 5           | Sverige   | Taulant Parallangaj | 12 augusti 2002   | Halmstads BK    | Snöstorp Nyhem FF |
| 13          | Sverige   | Isac Lindholm       | 30 november 2004  | Sandvikens IF U | Hille IF          |
| 17          | Mali      | Mamadou Kouyaté     | 13 september 1997 | IFK Luleå       | Yeelen Olympique  |
| 21          | Sverige   | Adam Kiani          | 18 mars 2003      | AIK             | Enköpings SK      |
| 23          | Sverige   | Emil Engqvist       | 27 maj 1999       | Östers IF       | FC Gute           |
| 45          | Sverige   | Kasper Harletun     | 18 december 2002  | FC Rosengård    | Trelleborgs FF    |
| 4           | Sverige   | Olle Samuelsson     | 16 maj 2004       | Oskarshamns AIK | Kalmar FF         |
| Mittfältare |           |                     |                   |                 |                   |
| 6           | Sverige   | Liam Vabö           | 19 juni 2004      | Sandvikens IF U | Sandvikens IF     |
| 8           | Sverige   | Daniel Söderberg    | 10 januari 1997   | Vasalunds IF    | Rosersbergs IK    |
| 16          | Ghana     | Sadat Abubakarim    | 20 augusti 1999   | Linköping City  | TUFA              |
| 19          | Rwanda    | Yannick Mukunzi     | 2 oktober 1995    | Rayon Sports    | APR               |
| 20          | Sverige   | Oscar Sjöstrand     | 8 november 2004   | Sollentuna FK   | Jarlabergs IF     |
| 22          | Sverige   | Ruben Martin        | 28 oktober 2005   | Sandvikens IF U | Sandvikens IF     |
| 42          | Sverige   | Mohammed Mahammed   | 26 september 1997 | Västerås SK     | Linköpings FF     |
| 7           | Sverige   | Johan Arvidsson     | 25 februari 2000  | IK Brage        | Lindsdals IF      |
| 20          | Sverige   | Pontus Carlsson     | 10 september 2004 | Halmstads BK    | Hyltebruks IF     |
| 14          | Sverige   | Victor Backman      | 16 mars 2001      | Örebro SK       | Köping FF         |
| 10          | Sverige   | Moonga Simba        | 8 maj 2000        | SK Brann        | IF Brommapojkarna |
| Anfallare   |           |                     |                   |                 |                   |
| 99          | Sverige   | Kim Käck Ofordu     | 29 september 2000 | FC Arlanda      | Danmarks IF       |
| 9           | Sverige   | William Thellsson   | 18 januari 2002   | Lunds BK        | Östers IF         |

### Utlånade spelare
| Nr | Land | Pos | Namn |
| -- | ---- | --- | ---- |

## Meriter

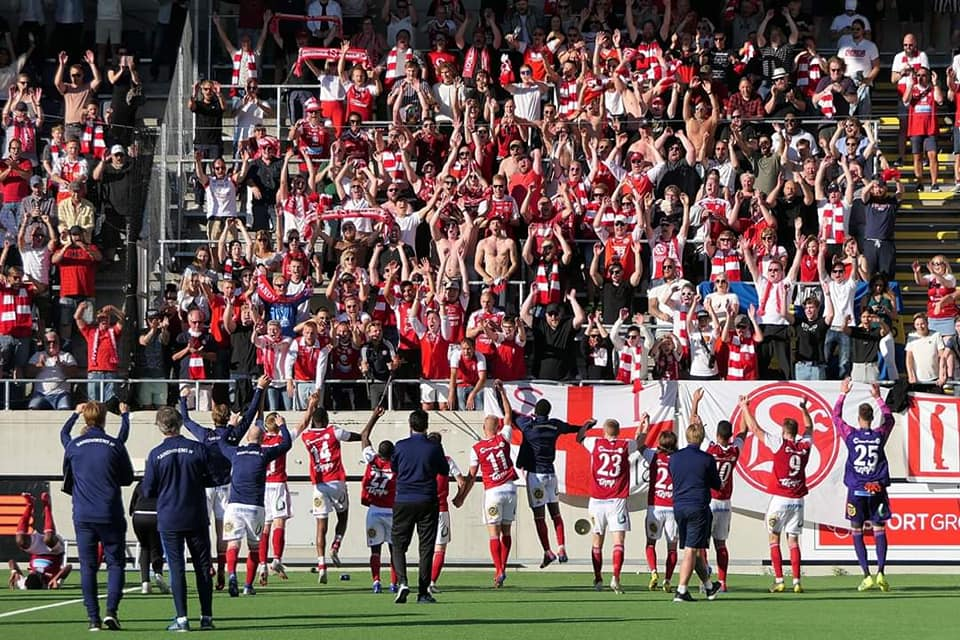
I juni 2019 spelas det första Gästrikederbyt på 33 år inför över 5000 åskådare. SIF vinner med 1-0 och spelarna firar med fansen.

- Lilla Silver Fotbollsallsvenskan 1935/1936
- Brons Fotbollsallsvenskan 1934/1935, Fotbollsallsvenskan 1936/1937 och Fotbollsallsvenskan 1955/1956
- Svensk Cupfinal 1970 mot Åtvidaberg

### Allsvenska säsonger
- Sejourer:
  - 1929/1930-1930/1931 (två säsonger)
  - 1932/1933-1943/1944 (tolv säsonger)
  - 1953/1954 (en säsong)
  - 1955/1956-1961 (sex säsonger)
- Säsonger: 1929/30, 30/31; 32/33, 33/34, 34/35, 35/36, 36/37, 37/38, 38/39, 39/40, 40/41, 41/42, 42/43, 43/44; 53/54; 55/56, 56/57, 57/58, 59, 60, 61.

## Kända spelare

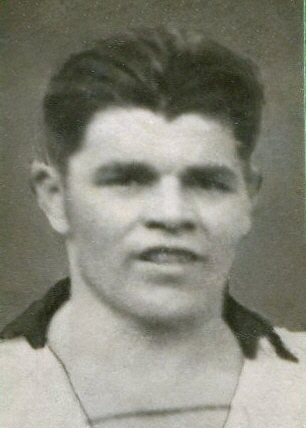
Gösta Dunker.

Sandviken har haft 14 landslagsspelare genom åren, de flesta på 1920- och 1930-talet.
- Einar Snitt, 1926–1936, 17 landskamper
- Gösta Dunker, 1928–1934, 15 landskamper (5 mål)
- Olle Källgren, 1933–1938, 13 landskamper
- Bertil Ericsson, 1933–1937, 10 landskamper (10 mål)
- Hugo Eliasson, 1926–1928, 5 landskamper
- John Kling, 1926–1928, 5 landskamper (3 mål)
- Valfrid Persson, 1928–1931, 5 landskamper
- Ingvar Persson, 1926–1928, 4 landskamper
- Ivar Eriksson, 1937–1938, 4 landskamper
- Ragnar Jakobsson, 1928–1932, 3 landskamper (1 mål)
- Einar Persson, 1928, 3 landskamper (1 mål)
- Arne Bryngelsson, 1938, 2 landskamper
- Ingemar Clarin, 1957–1958, 2 landskamper
- Rudolf Karlsson, 1928, 1 landskamp